# Robert Pleasant Trippe
Robert Pleasant Trippe, född 21 december 1819 i Jasper County i Georgia, död 22 juli 1900 i Atlanta i Georgia, var en amerikansk politiker (Knownothings). Han var ledamot av USA:s representanthus 1855–1859.
Trippe efterträdde 1855 David Jackson Bailey som kongressledamot och efterträddes 1859 av Thomas Hardeman.
Trippe avled 1900 och gravsattes på Forsyth Cemetery i Forsyth i Georgia.